# Ivanovce
Ivanovce (em húngaro: Ivánháza) é um município da Eslováquia, situado no distrito de Trenčín, na região de Trenčín. Tem 15,08 km² de área e sua população em 2018 foi estimada em 1.007 habitantes.

## Demografia
| Ano:        | 1994 | 2004   | 2014    | 2024    |
| ----------- | ---- | ------ | ------- | ------- |
| Broj ljudi: | 810  | 789    | 945     | 1084    |
| Razlika:    |      | -2,59% | +19,77% | +14,70% |

| Ano:               | 2023 | 2024   |
| ------------------ | ---- | ------ |
| Número de pessoas: | 1070 | 1084   |
| Diferença:         |      | +1,30% |